# Mzone Studio
Mzone Studio est un studio indépendant français de création de jeux vidéo. Il a été créé en 2001 à Pornic.

## Présentation
Mzone Studio, créé en 2001 à Pornic, est spécialisé dans la création numérique et la production graphique 3D,. Depuis sa création en juillet 2001, la société a principalement produit des contenus graphiques à destination du jeu vidéo d’aventure, notamment à caractère historique.
Son savoir-faire a conduit Mzone Studio à étendre son activité dans de nouveaux domaines : visualisation architecturale, film d’animation, film publicitaire, recherche et développement, muséographie, reconstitution historique, visite virtuelle.

## Réalisations
- Versailles 2 (2001)
- Salammbô (2002)
- Égypte 3 : le Destin de Ramsès (2003)
- Atlantis Évolution (2004)
- Retour sur l'île mystérieuse (2005)
- Au cœur de Lascaux (2005)
- Voyage au cœur de la Lune (2005)
- Cap sur l'île au trésor (2006)
- The Secrets of Atlantis : L'Héritage sacré (2006)
- The Secrets of Da Vinci : le Manuscrit interdit (2006)
- SafeCracker : Expert en cambriolage (2006)
- Alone in the Dark (2006)
- Cléopâtre : Le Destin d'une reine (2007)
- Nostradamus : la Dernière Prophétie (2007)
- Abbaye de Nieul sur l'Autise (2007)
- Dracula 3 : la Voie du Dragon (2008) - Milthon 2008 meilleur scénario
- Le Cirque des Tigres (2008)
- Nikopol : la Foire aux immortels (2008) - Milthon 2008 meilleur graphisme
- Agon: The Lost Sword of Toledo (2008)
- Criminology (2009)
- Retour sur l'île mystérieuse 2 (2009)
- Terra Botanica (2009)
- HdO Adventure (2009-2012)
- Les Tuniques Bleues - Nord vs Sud (remake de Nord et Sud (2012)
- Dracula : L'ombre du Dragon (2013)